# Le Trésor maudit
Pour plus de détails, voir Fiche technique et Distribution.
Le Trésor maudit (Incantesimo tragico (Oliva)) est un film italien réalisé par Mario Sequi, sorti en 1951.

## Fiche technique
- Titre original : Incantesimo tragico (Oliva)
- Titre français : Le Trésor maudit
- Réalisation : Mario Sequi
- Scénario : Mario Sequi, Luigi Bonelli (en) et Vinicio Marinucci (it)
- Photographie : Piero Portalupi (en)
- Montage : Guido Bertoli
- Musique : Roman Vlad
- Pays d'origine : Italie
- Format : Noir et blanc - 1,37:1
- Genre : drame
- Durée : 95 minutes
- Date de sortie : 13 octobre 1951 (Italie)

## Distribution
- María Félix  (VF : Claire Guibert) : Oliva (vf: Olivia)
- Rossano Brazzi  (VF : Yves Furet) : Pietro
- Charles Vanel : Bastiano
- Massimo Serato  (VF : Roland Menard) : Berto (vf: Bertrand)
- Irma Gramatica  (VF : Cécile Didier) : Grand-mère
- Giulio Donnini  (VF : Jean Gournac) : L'orafo Golia (vf: l'orfevre Golia)
- Italia Marchesini (it) : Adele, la mère de Pietro
- Fiorella Betti (en) : Cleofe
- Fausto Guerzoni (en) : Girasole
- Wanda Carpentieri : la petite amie de Berto
- Franco Coop : Cavaliere
- Maria Zanoli : Witch
- Ada Dondini : Gesuina
- Giovanni Barrella : l'administrateur du comte
- Paola Quattrini : Camilla
- Anna Maestri : la femme de chambre d'Oliva